# Flughafen Olsztyn-Mazury

i8
i11
i13
Der Flughafen Olsztyn-Mazury (alte Bezeichnung: Flughafen Szczytno-Szymany, polnisch Port Lotniczy Olsztyn-Mazury, IATA-Code: SZY, ICAO-Code: EPSY) ist ein polnischer Regionalflughafen im Dorf Szymany (deutsch Groß Schiemanen), der sich etwa zehn Kilometer vom Stadtzentrum Szczytnos (deutsch Ortelsburg) in der Woiwodschaft Ermland-Masuren im Norden von Polen befindet. Dieser Flughafen ist der einzige in der Woiwodschaft Ermland-Masuren. Ende 2006 bis Ende 2015 war der Flugbetrieb eingestellt. International bekannt wurde der Flughafen, da Polen hier dem US-Geheimdienst CIA erlaubte, ab 2002 Gefangene einzufliegen, die dann für die exterritorialen Folterverhöre auf die Militärbasis von Stare Kiejkuty gebracht wurden. Polen hatte dort Teile der Militärbasis der CIA überlassen; es war das größte Geheimgefängnis (Black Site) außerhalb der USA.

## Geschichte
Das NS-Regime ließ in den 1930er Jahren eine Waldfläche von etwa 100 Hektar roden und eine 1200 m lange und 60 m breite Start- und Landebahn anlegen. Beim Überfall auf Polen wurde der Flugplatz trotz seiner guten Lage nicht genutzt, wahrscheinlich, weil sein Ausbau zu einem Einsatzhafen I. Ordnung noch nicht abgeschlossen war, ebenso nicht in der Anfangsphase des Deutsch-Sowjetischen Krieges. Eine erste Belegung ist erst für das ausgehende Jahr 1941 dokumentiert. In der zweiten Hälfte 1944 erfolgte die Stationierung einiger Nachtjagdverbände. Am 22. Januar 1945 fiel der Flugplatz in die Hände der 2. Weißrussischen Front. Die Rote Armee nutzte ihn bis Sommer 1945 zur Belegung mit verschiedenen Bomben-, Jagd-, und Schlachtfliegerregimentern.
Der Flughafen wurde in den 1950er Jahren als Militärflugplatz ausgebaut.
Nachdem die Luftstreitkräfte keine weitere Verwendung für den Flughafen hatten, wurde er 1996 durch die polnische Agencja Mienia Wojskowego (Agentur für militärische Liegenschaften) an eine private Gesellschaft verpachtet, um ihn als zivilen Flughafen weiterzubetreiben. Ab 1996 diente der Flughafen im Wesentlichen der allgemeinen Luftfahrt und Charterflügen; es gab auch Linienverkehr im Sommer.

### Nutzung durch die CIA
Im Jahr 2005 wurde der Flughafen international bekannt. Nach den Terroranschlägen am 11. September 2001 eröffnete der US-Geheimdienst CIA weltweit Geheimgefängnisse, die Knotenpunkte eines geheimen Programms zur Verschleppung Gefangener waren. Einige Länder erlaubten der CIA, auf ihrem Hoheitsgebiet Geheimgefängnisse, sogenannte Black Sites, zu unterhalten. So soll es unter anderem in Afghanistan gewesen sein, in Thailand, in Rumänien und in Litauen. Als die Black Sites in Thailand geschlossen wurden, erlaubte Polen der CIA, in der Nähe des Flughafens, in Stare Kiejkuty, ein Geheimgefängnis zu betreiben, in dem des islamistischen Terrorismus Verdächtige gefangen gehalten, verhört und gefoltert wurden – was auch polnischem Recht widerspricht.
Der Europarat und mehrere Menschenrechtsorganisationen schalteten sich erst ein, als Anwälte für zwei der von den Amerikanern als Terroristen Verdächtigten (Abd al-Rahim al-Nashiri und Abu Zubaydah) Klagen gegen Polen einreichten. Im Juni 2007 veröffentlichte der Sonderermittler des Europarats, Dick Marty, seinen Untersuchungsbericht zu den geheimen Transporten von CIA-Gefangenen. Laut diesem Bericht gab es im Zeitraum 2002 bis 2005 „mindestens 10 Flüge mit mindestens 4 unterschiedlichen Flugzeugen“, die im Zusammenhang mit CIA-Geheimgefängnissen standen. Als wichtigste Flüge nannte der Untersuchungsbericht:
| Flugzeugkennzeichen | Abgeflogen in | Gelandet in Szymany am        |
| ------------------- | ------------- | ----------------------------- |
| N63MU               | Dubai         | 05. Dezember 2002, 14:56 Uhr  |
| N379P               | Rabat         | 08. Februar 2003, 02:23 Uhr   |
| N379P               | Kabul         | 07. März 2003, 16:00 Uhr      |
| N379P               | Kabul         | 25. März 2003, 18:03 Uhr      |
| N379P               | Kabul         | 05. Juni 2003, 01:00 Uhr      |
| N379P               | Kabul         | 30. Juli 2003, 02:58 Uhr      |
| N313P               | Kabul         | 22. September 2003, 21:00 Uhr |
| N63MU               | Kabul         | 28. Juli 2005                 |

In dem Bericht schreibt Marty:

„Uns wurden acht Namen von ‚High Value Detainees‘ bestätigt – jeder Name von mehr als einer Quelle –, die in Polen zwischen 2003 und 2005 festgehalten wurden. Präziser gesagt, unsere Quellen innerhalb der CIA nannten uns Polen als jene ‚Black Site‘, in der Abu Zubaydah und Chalid Scheich Mohammed festgehalten wurden und unter Anwendung von ‚erweiterten Verhörtechniken‘ befragt wurden.“

Marty schreibt auch, es sei „bemerkenswert, dass das wohlbekannte Gefangenentransportflugzeug N379P am 7. März 2003 einen geheimen Flug von Kabul nach Szymany unternommen hat, weniger als eine Woche nach der Festnahme von Khalid Scheich Mohammed“, einem der mutmaßlich Verantwortlichen für die Anschläge vom 11. September 2001. Möglicherweise diente der Flughafen Szymany daher der Überstellung von CIA-Gefangenen in ein Geheimgefängnis auf der nahegelegenen Basis des polnischen Auslandsgeheimdienstes in Stare Kiejkuty (Alt Keykuth).
So sah sich auch die polnische Justiz gezwungen, im August 2008 ein Ermittlungsverfahren einzuleiten.
Die Helsinki-Stiftung für Menschenrechte gab am 21. Februar 2010 auf einer Pressekonferenz in Warschau durch das Vorstandsmitglied Adam Bodnar bekannt, dass im Zeitraum von Februar bis September 2003 sechs Flugbewegungen aus Afghanistan und eine aus Marokko zum Flugplatz Szymany stattgefunden haben. Die Flugzeuge hätten die Kennzeichen N63MU, N379P und N313P gehabt. Diese Angaben hätten sich aus amtlichen Angaben ergeben. Die Bestätigung, dass in Polen CIA-Maschinen gelandet seien, beweist laut Bodnar von der Helsinki-Stiftung aber noch nicht, dass es in Polen geheime CIA-Gefängnisse gab. Alle polnischen Regierungen haben derartige Vorwürfe bisher vehement bestritten.
Der damalige polnischen Geheimdienst-Chef Zbigniew Siemiątkowski stand kurz vor einer Anklage, aber der zuständige Ermittler wurde abgezogen – und das Verfahren ohne Nennung von Gründen nach Krakau übergeben. Als dann im April 2013 die Ermittler in Krakau eine weitere, unbefristete Verlängerung beantragten, reagierte der Europäische Gerichtshof für Menschenrechte mit der Ankündigung, er werde nun die von Polen eingereichten Prozessunterlagen veröffentlichen. Noch 2013 behauptete der damalige Präsident Aleksander Kwaśniewski, davon nicht gewusst zu haben, dass die Amerikaner mutmaßliche Terroristen in Polen illegal festhielten oder gar folterten. Dabei soll er es gewesen sein, der die Schließung verlangte. Eine Boeing 737 mit dem vermutlich letzten Gefangenen von Stare Kiejkuty hob am 22. September 2003 in Polen ab.
Der Europäische Gerichtshof für Menschenrechte (EGMR) in Straßburg verurteilte 2014 die Republik Polen zur Zahlung des Schmerzensgeldes in Höhe von 100.000 und 130.000 Euro an zwei Gefängnisinsassen aus dem Black Site in Stare Kiejkuty bei Szczytno.

## Wiederinbetriebnahme

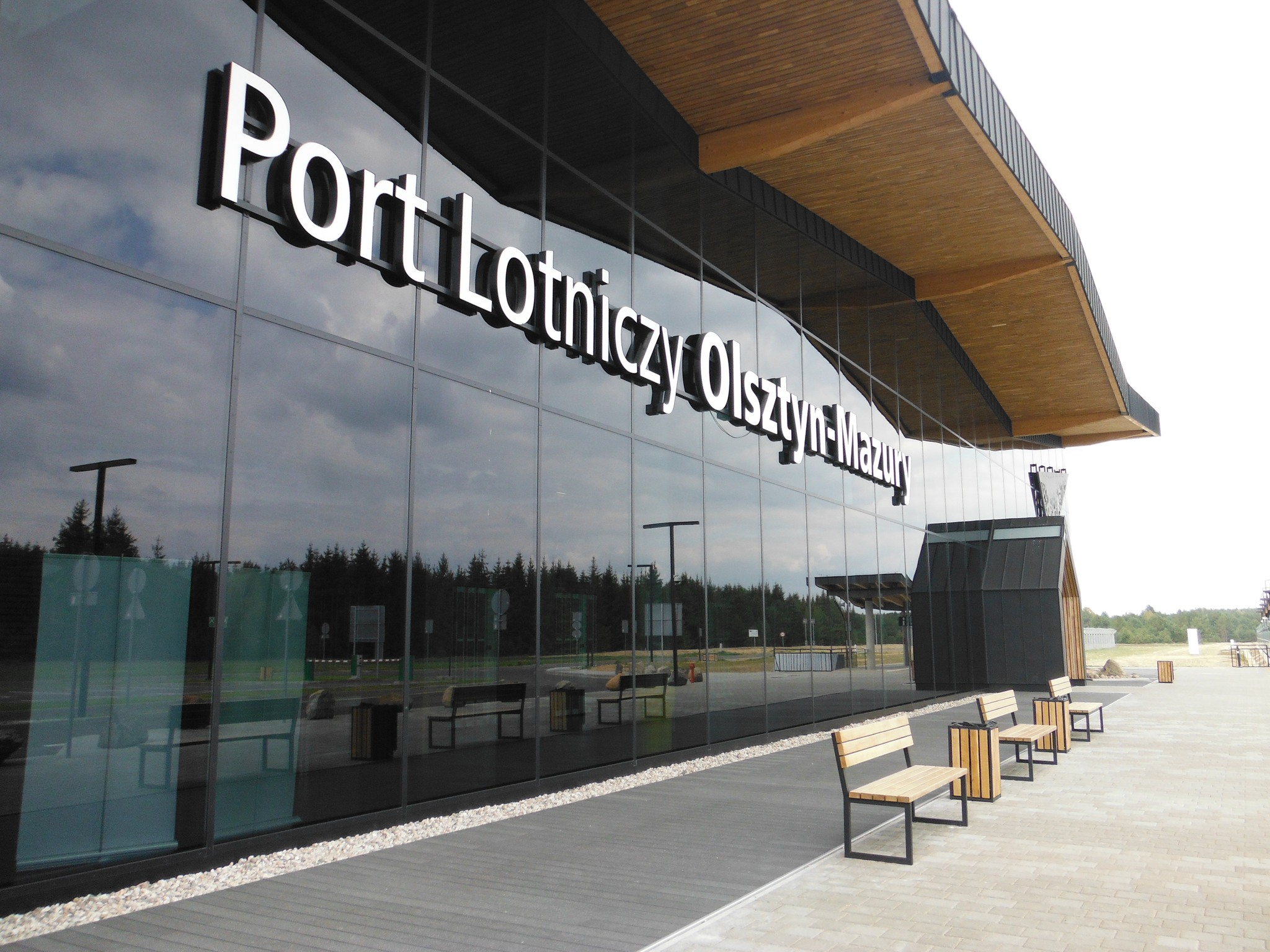
Terminalgebäude mit Glas, Holz und im Inneren Naturstein

2005 zeigte die irische Fluggesellschaft Ryanair Interesse an regelmäßigen Flügen nach Szymany. Ryanair erwartete jedoch Instandsetzungsarbeiten an der Startbahn und einen Ausbau des Flughafenterminals. Die Kosten für die verlangten Baumaßnahmen wurden auf ca. 1,5 Millionen Złoty geschätzt. Im Oktober 2006 unterzeichneten die Flughafengesellschaft und die Agencja Mienia Wojskowego einen auf zunächst fünf Jahre befristeten Pachtvertrag mit Verlängerungsoption. Danach bemühte sich die Flughafengesellschaft um finanzielle Förderung des Flughafenausbaus. Ende 2006 wurde der Flughafenbetrieb eingestellt. Auf einer durch die Flughafengesellschaft einberufenen Pressekonferenz am 13. Januar 2007 machte der Vorsitzende der Gesellschaft, Jarosław Jurczenko, die Woiwodschaftsverwaltung für den drohenden Konkurs der Flughafengesellschaft verantwortlich und kündigte an, die Staatsanwaltschaft einzuschalten.
Für die Wiederinbetriebnahme des Flugplatzes, vor allem für die Region Olsztyn, wurde die Bahnstrecke Olsztyn–Pisz sowie die seit mehr als zehn Jahren stillgelegte Bahnstrecke in Richtung Flughafen erneuert. Das Flughafenterminal wurde mit einem Gleisanschluss versehen. Die Arbeiten des ersten Bauabschnittes wurden 2013 beendet. Der Linienverkehr wurde in Olsztyn-Mazury am 21. Januar 2016 neu aufgenommen.
Die Ausbaustufe II, der Bau einer neuen, rund 1,6 km langen Strecke von der PKP-Linie Nr. 35 (Ostrołęka–Szczytno) vom Terminal des Flughafens zum Bahnhof Szymany sowie der Bau eines Stellwerkes mit entsprechender Infrastruktur wurde 2015 abgeschlossen. Der Flughafenbahnhof trägt den Namen Lotnisko Szymany.

## Betriebsaufnahme
Der Linienverkehr wurde in Olsztyn-Mazury am 21. Januar 2016 neu aufgenommen. Die ersten Ziele waren Berlin-Tegel und Krakau, die durch die Fluggesellschaft Sprintair bedient wurden. Am 6. Juni 2016 nahm Sprintair die Verbindung nach Breslau auf. Adria Airways nahm am 17. Juni 2016 die Verbindung nach München dreimal in der Woche auf. Alle diese Verbindungen wurden nach kurzer Bedienzeit wieder eingestellt.

## Aktueller Betrieb
Wizz Air nahm am 18. Juni 2016 die Verbindung nach London-Luton dreimal in der Woche auf. Am 2. Juli 2016 nahm LOT die Verbindung nach Warschau dreimal die Woche auf. Am 1. November 2016 nahm Ryanair als fünfte Fluggesellschaft eine Verbindung nach London-Stansted auf. Am 11. Oktober 2016 gab Wizzair bekannt, dass sie ab dem 20. Mai 2017 zweimal wöchentlich nach Oslo fliegen werde. Ab dem 14. Mai 2018 fliegt Wizzair zweimal wöchentlich nach Dortmund.

## Verkehrsanbindung

### Haltepunkt Szymany Lotnisko

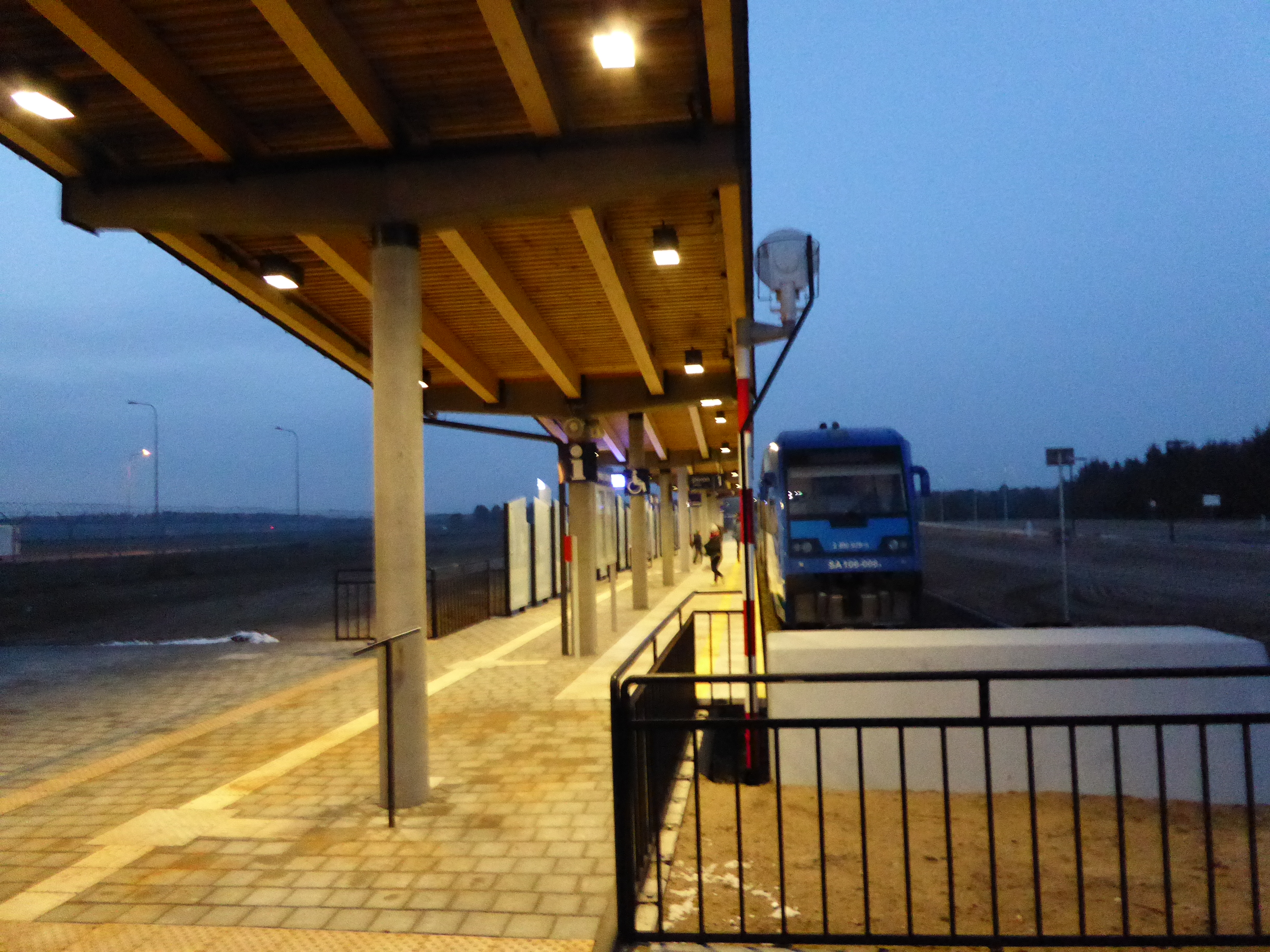
Bahnhof Szymany Lotnisko

Der Flughafen ist mit dem Zug von Olsztyn und Szczytno über die Bahnstrecke Olsztyn–Ełk erreichbar. Die Strecke wird mit einem Schienenbus der Przewozy Regionalne bedient. Der Flughafen ist der sechste in Polen (nach Krakau, Warschau-Chopin, Stettin, Lublin und Danzig), der über eine direkte Bahnverbindung verfügt.

### Bus- und Individualverkehr
Außerdem wird der Flughafen direkt von Buslinien angefahren. Die Reisezeit nach Szczytno beträgt etwa 15 Minuten und nach Olsztyn etwa eine Stunde.
Auf dem Flughafen sind Autovermietungen ansässig.